# Austrocactus bertinii
Austrocactus bertinii es una especie de planta suculenta perteneciente al género Austrocactus, dentro de la familia Cactaceae. Se distribuye desde el sur de Chile hasta el norte de la zona central y sur de Argentina.

## Descripción

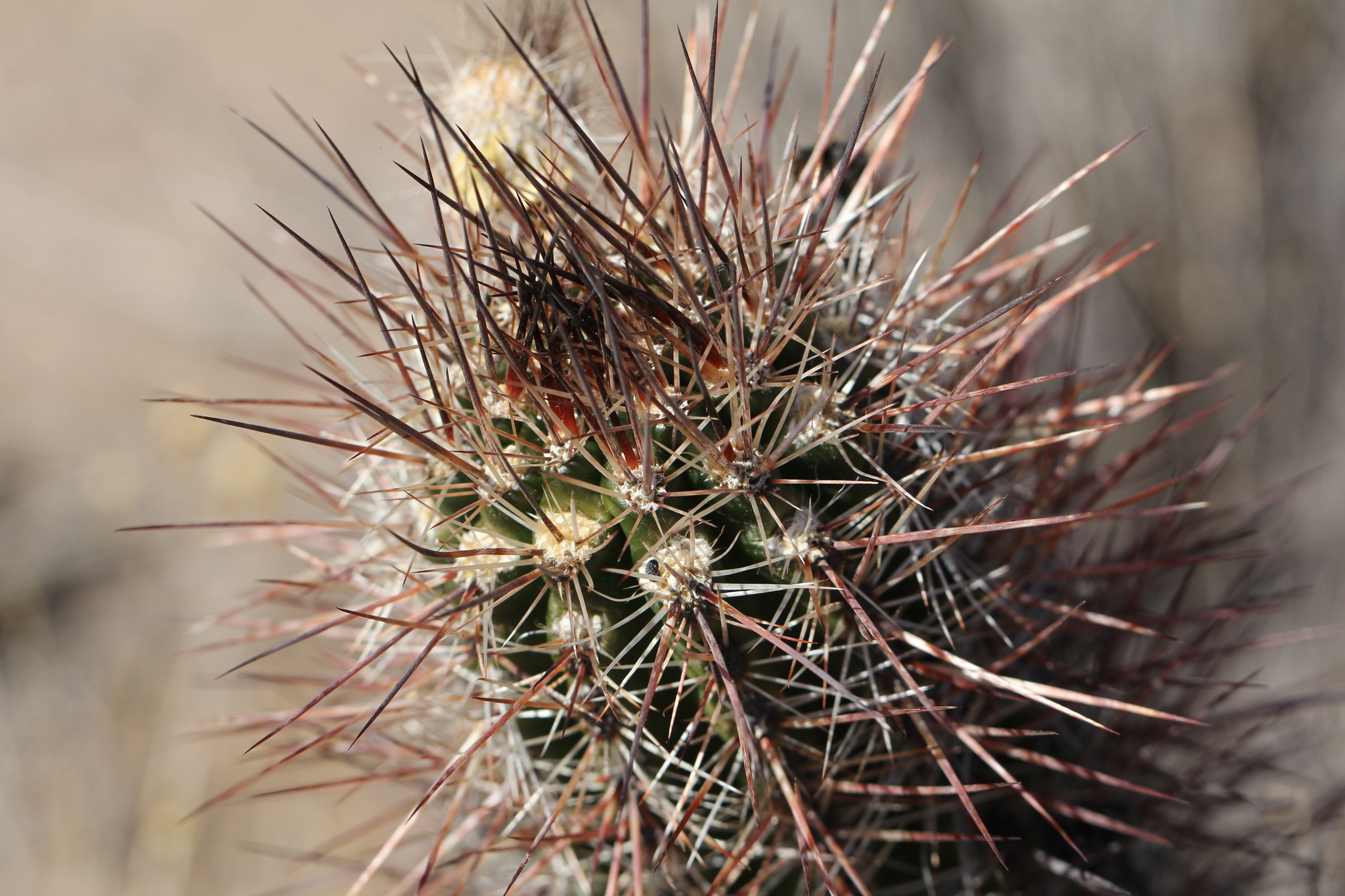
Detalle de las espinas

Austrocactus bertinii es una especie de cactus solitario que crece de forma columnar. Su tallo es cilíndrico, de color verde oliva y ramifica lentamente desde la base. Puede llegar a crecer hasta los 40 cm de altura y 5 cm de diámetro.
Presenta de 10 a 12 costillas divididas notoriamente en cúspides. Cada areola tiene 4 espinas centrales ganchudas de 3 a 6 cm de largo y de 10 a 15 espinas radiales en forma de aguja, de 1 cm de largo. Además presenta algo de lanosidad de color amarillo. 

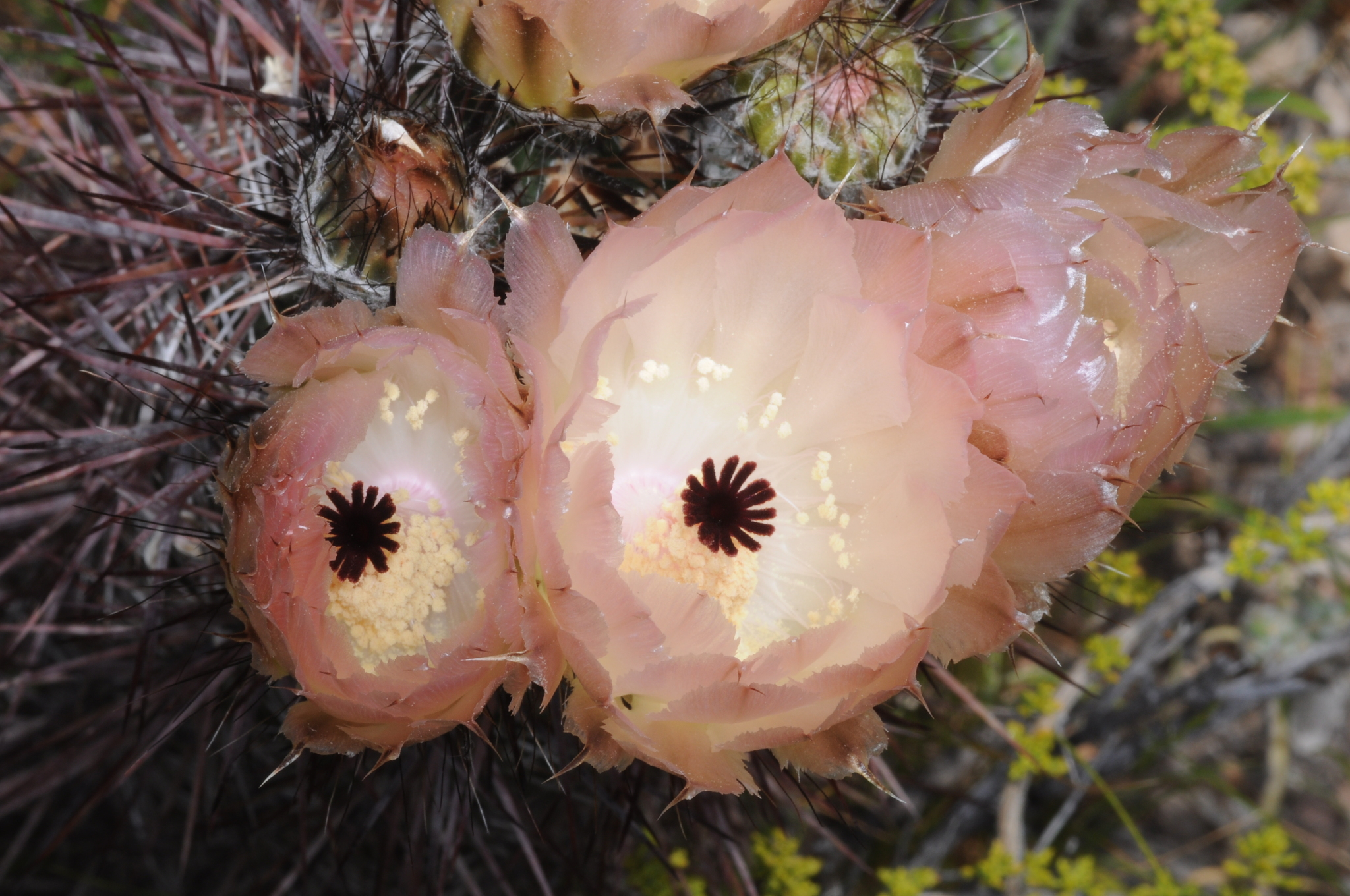
Detalle de la flor

Las flores son diurnas, ligeramente rosadas y amarillentas, de hasta 6 cm de largo y 10 cm de diámetro.

## Distribución y hábitat
El área de distribución nativa de esta especie es desde el sur de Chile hasta el norte de la zona central y el sur de Argentina y crece principalmente en el bioma templado.

## Taxonomía
La primera descripción de esta especie fue como Cereus bertinii, publicada en 1863 por el botánico Jean François Cels en la revista científica Horticulteur Français; journal des amateurs et des intérêts horticoles 1863: 251.
Más tarde, los botánicos estadounidenses Nathaniel Lord Britton y Joseph Nelson Rose trasladaron la especie al género Austrocactus, por lo que pasó a llamarse Austrocactus bertinii. Registraron estos cambios en el libro The Cactaceae; descriptions and illustrations of plants of the cactus family 3: 44–45, f. 56, publicado en 1922.
Etimología
- Austrocactus: nombre genérico que proviene del latín australis (que significa 'del sur') y el sufijo cactus, haciendo referencia a que es un cactus que se localiza en el sur.[5]
- bertinii: epíteto otorgado en honor a Pierre Bertin (1800–1891), un coleccionista de plantas en la Patagonia.[6]

## Estado de conservación
En la Lista Roja de Especies Amenazadas de la UICN, la especie está clasificada como de “Preocupación Menor (LC)”.

## Usos
Se cultiva principalmente por todo el mundo como planta ornamental.

## Galería

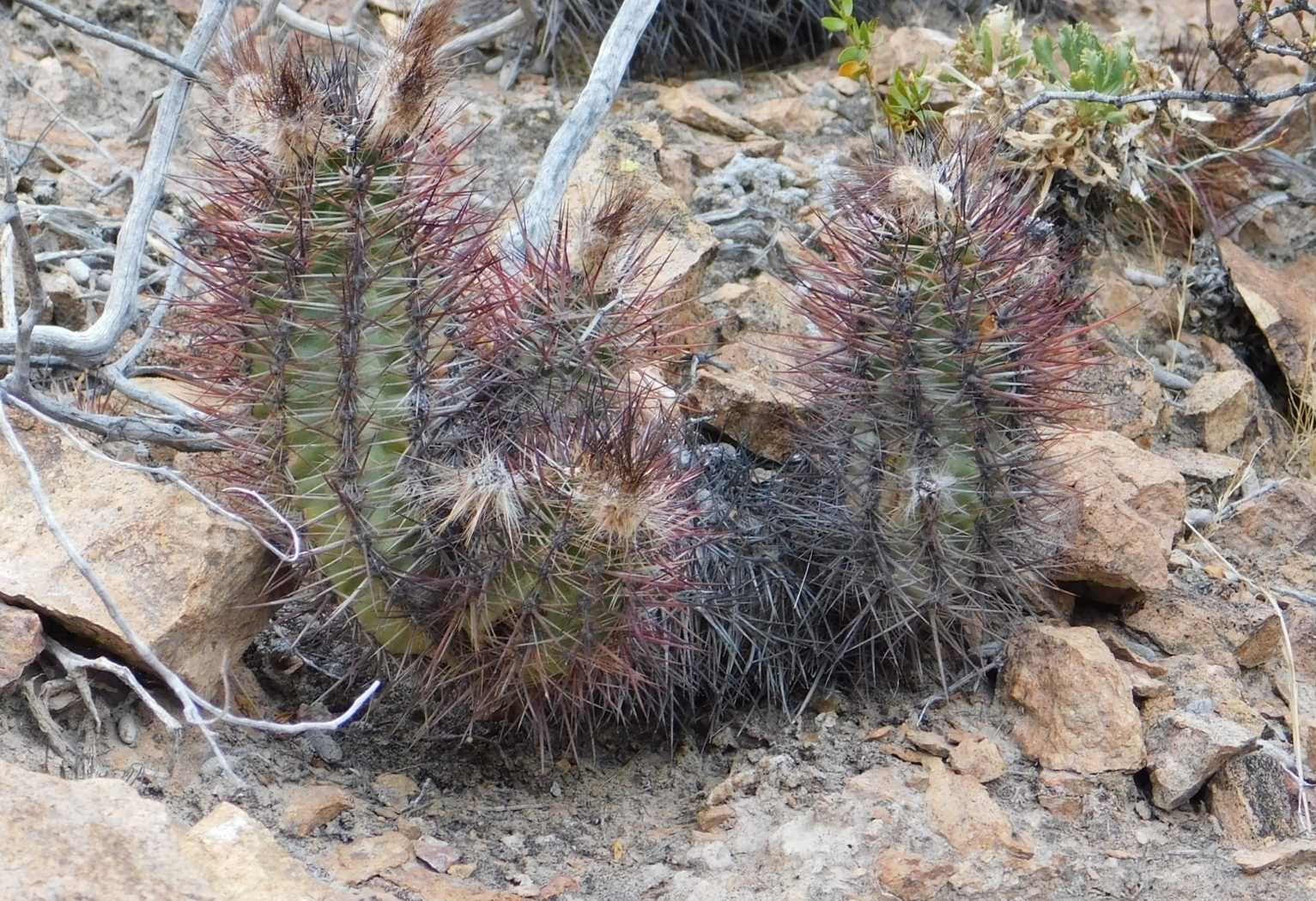
Porte de la planta
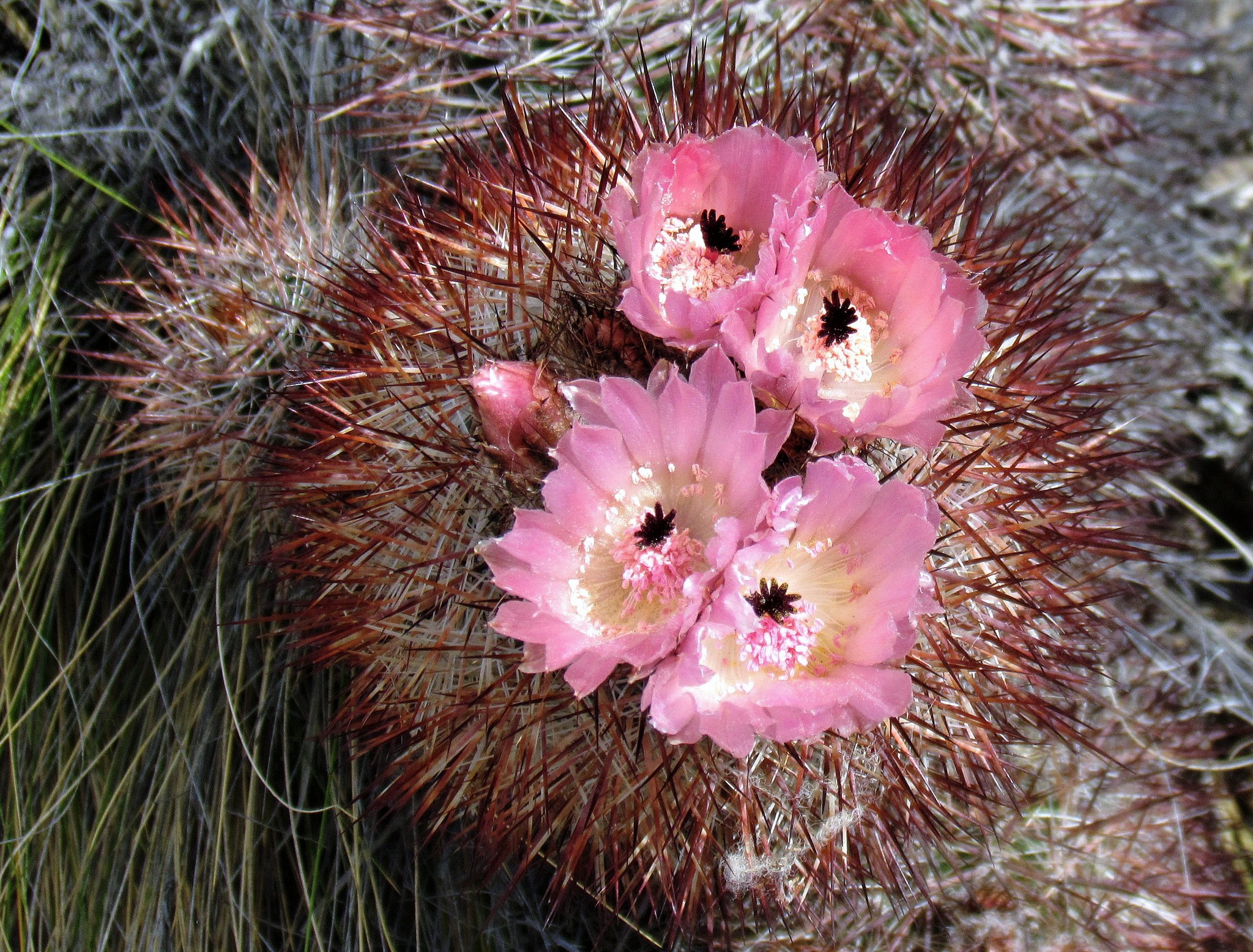
Planta en floración
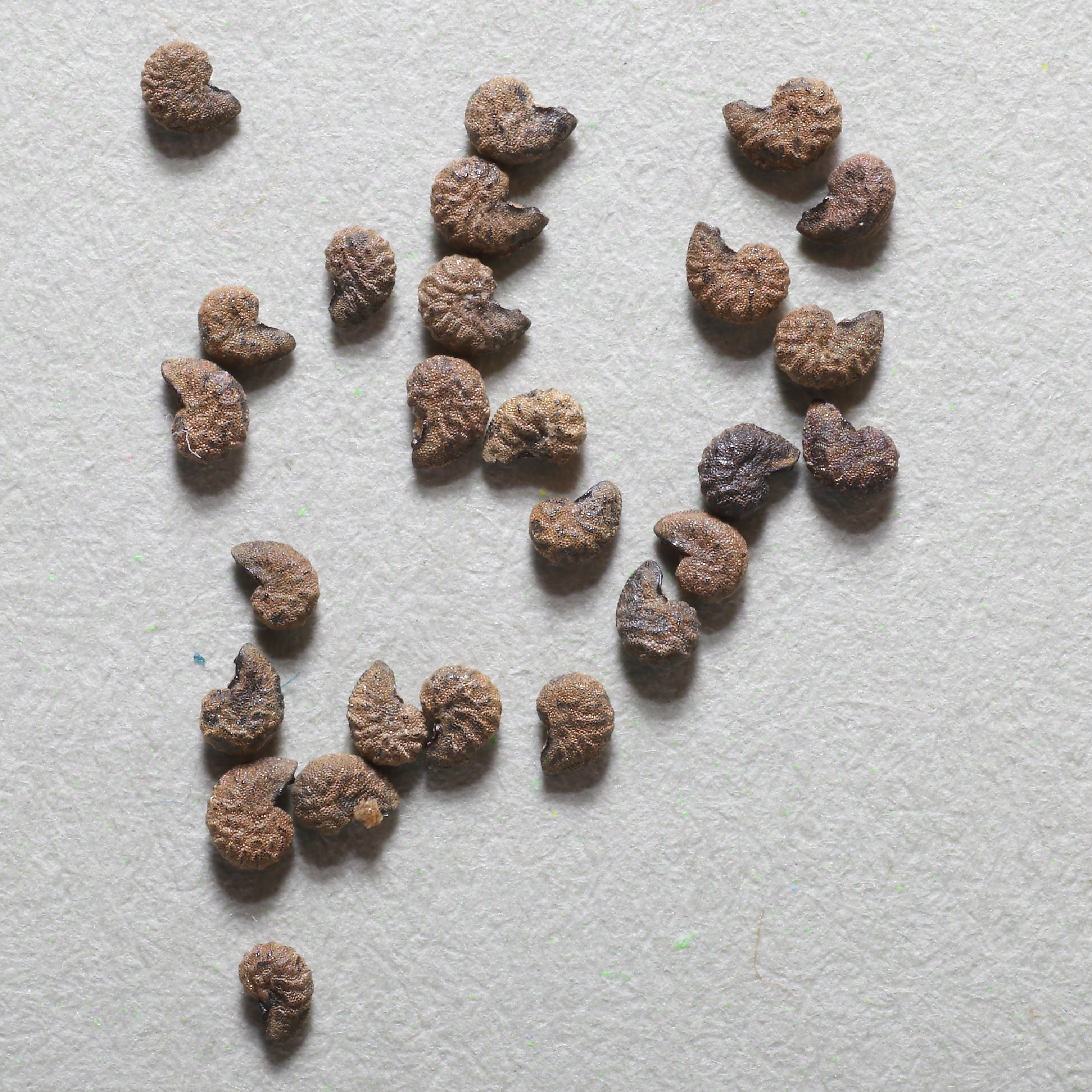
Detalle de las semillas
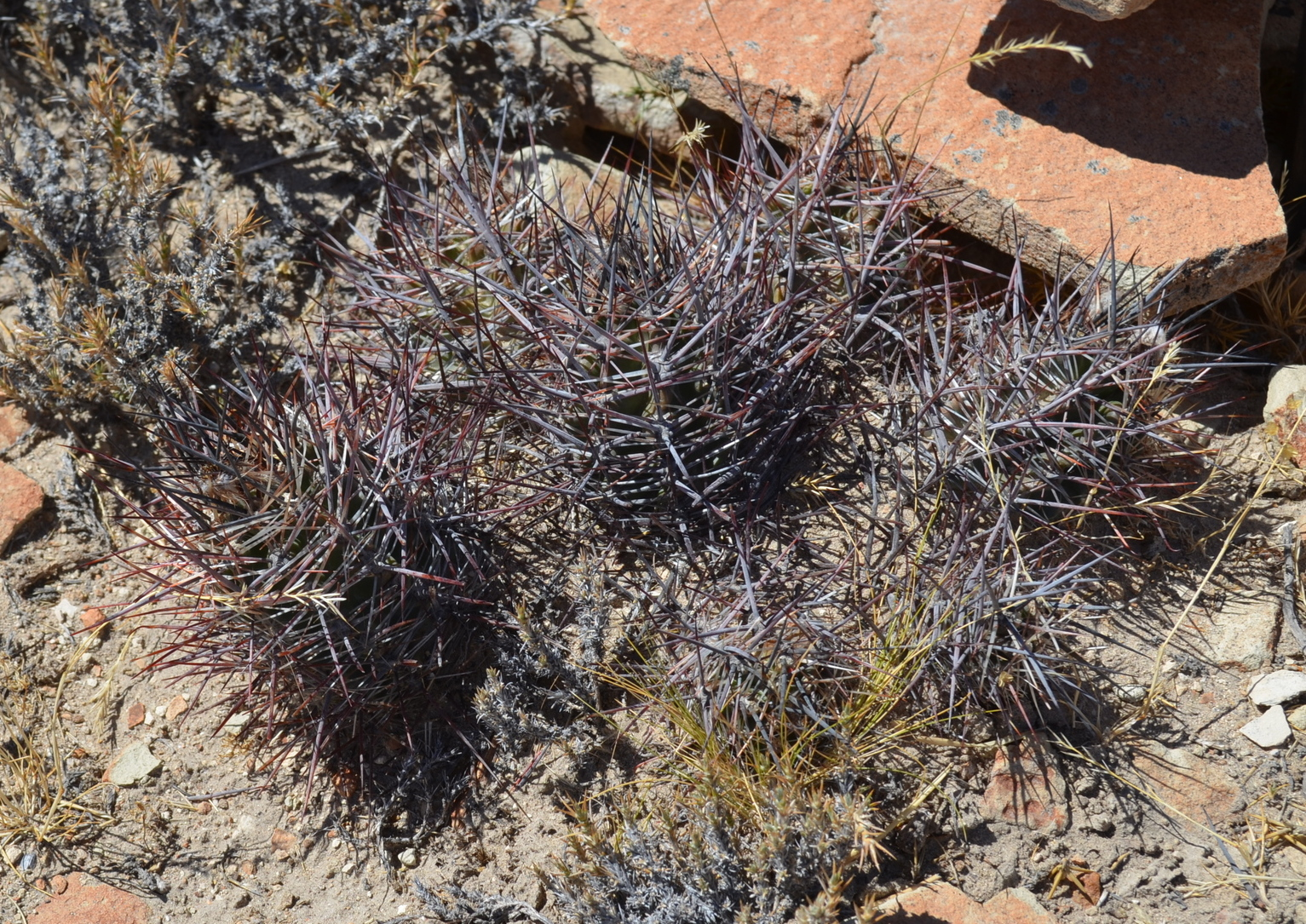
Planta en su hábitat
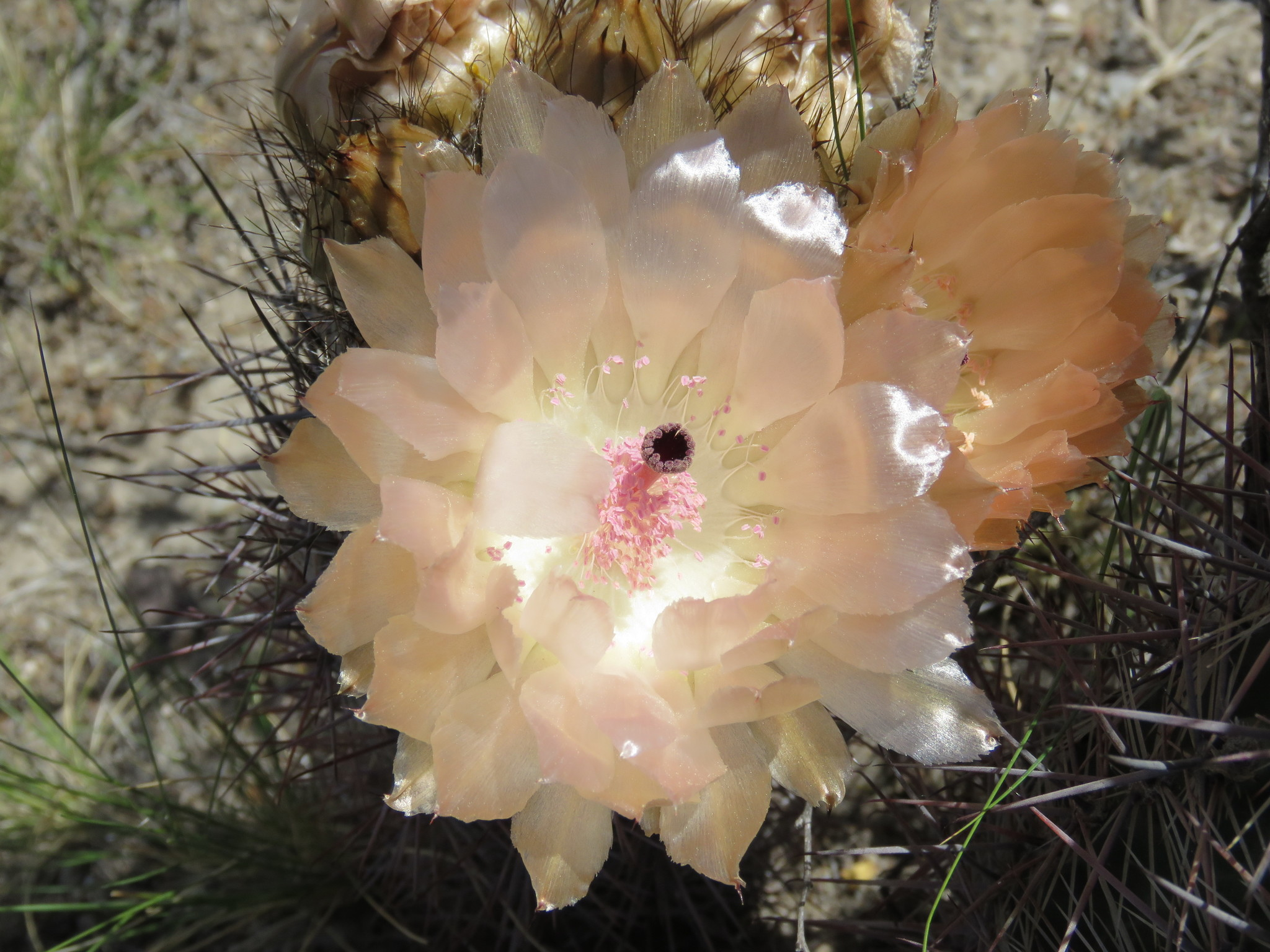
Detalle de la flor